# 村田美穂
村田 美穂（むらた みほ、1970年9月3日 - ）は、日本の元女子バレーボール選手。

## 来歴
福島県郡山市出身。中学時代、山田重雄の英才教育バレーチーム「LAエンジェルス」に入りバレーボールを始める。古川商業高校を経て、1989年日立に入社。1994年世界選手権に出場した。1997年東洋紡オーキスに移籍し、1999年現役引退。

## 球歴
- 全日本代表 - 1993-1994年
- 全日本代表としての主な国際大会出場歴
  - 世界選手権 - 1994年

## 所属チーム
- 古川商業高等学校（現・古川学園高等学校）
- 日立ベルフィーユ（1989-1997年）
- 東洋紡オーキス（1997-1999年）